# Crypte

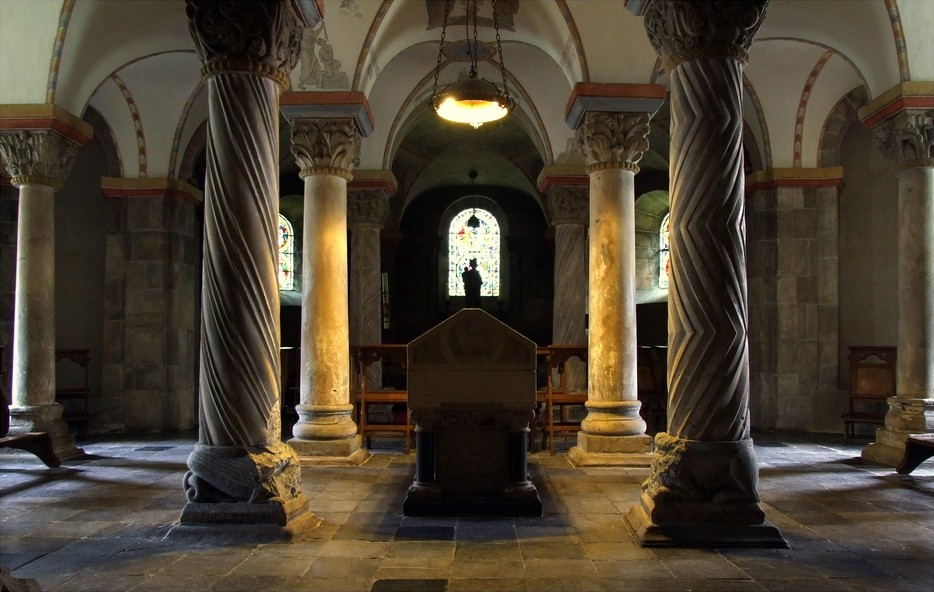
De crypte van de abdijkerk Rolduc met de cenotaaf van Ailbertus van Antoing

Een crypte is een ondergrondse ruimte in een kerkgebouw, veelal bedoeld als begraafplaats of om relikwieën van martelaren en andere heiligen tentoon te stellen. Een crypte vindt men meestal in romaanse kerken. De crypte bevindt zich vaak onder het priesterkoor of de viering, maar andere locaties in of buiten de kerk zijn mogelijk. Soms is er een extra crypte onder het westwerk. Wereldlijke gebouwen, zoals paleizen, kunnen ook een grafkelder bezitten, die in sommige gevallen als crypte wordt aangeduid.

## Geschiedenis
Crypte is van het Griekse κρύπτω afgeleid en betekent verborgen. De meeste crypten zijn ontstaan uit de grafkelders van heiligen, vaak al in de tijd van het Romeinse Rijk of de vroege middeleeuwen. Boven de graven werd vaak een kerk of kapel gebouwd, die later meestal werd gewijd aan de betreffende heilige. Crypten werden soms ook bij andere kerken gebouwd, waarbij relieken van heiligen, die van elders waren overgebracht, een plaats in de crypte kregen en er zijn crypten, die de begraafplaats voor hoge geestelijken waren. Dat was voor hun een privilege.
Crypten werden het meest gebouwd in de periode dat het romaans de overheersende bouwstijl was, maar er zijn ook oudere crypten, en een enkele jongere, gotische crypte. Nadat in de 12e eeuw het gebruik ontstond om relieken in reliekschrijnen zichtbaar voor de gelovigen in de kerk zelf te tonen, kwam vrij snel een eind aan de bouw van crypten. De zeldzame aanwezigheid van een crypte in een gotische kerk heeft vaak een technische oorzaak, zoals in Le Mans, Metz of Bourges, waar een belangrijk hoogteverschil moest overwonnen worden. In enkele gevallen was de architect door een dwingende oudere traditie ertoe verplicht om het nieuwe gebouw net als zijn voorloper van een crypte te voorzien, zoals in Saint-Denis of Chartres.

## Voorbeelden van crypten

### Nederland
De bekendste crypten in Nederland bevinden zich in de Sint-Servaasbasiliek en de Onze-Lieve-Vrouwebasiliek in Maastricht, die er beide verschillende hebben, in de Abdijkerk Rolduc, de Sint-Pancratiuskerk in Heerlen, de stiftskerk van Thorn, ook met twee crypten, de Pieterskerk in Utrecht en de Lebuinuskerk in Deventer.

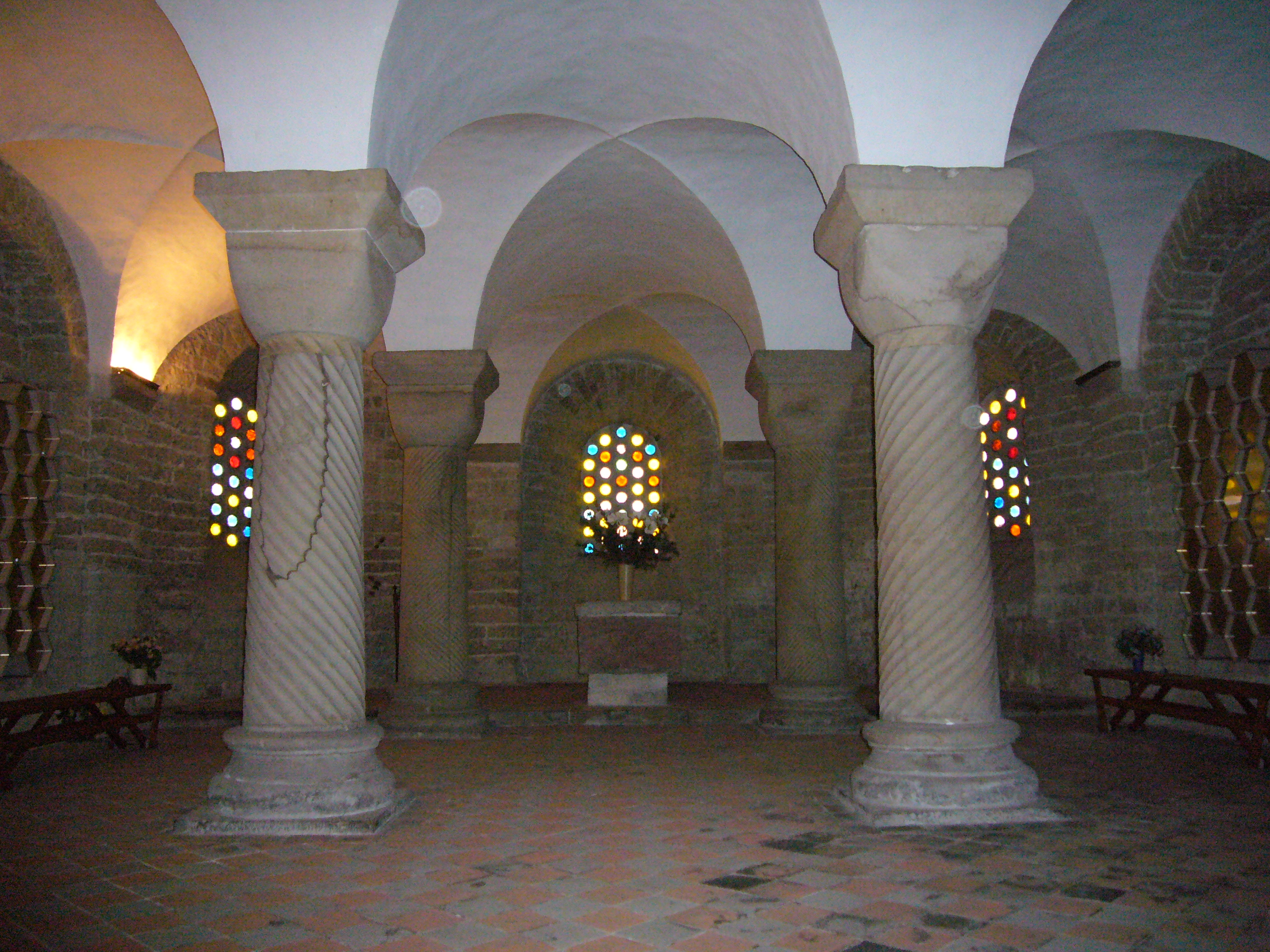
Pieterskerk, Utrecht
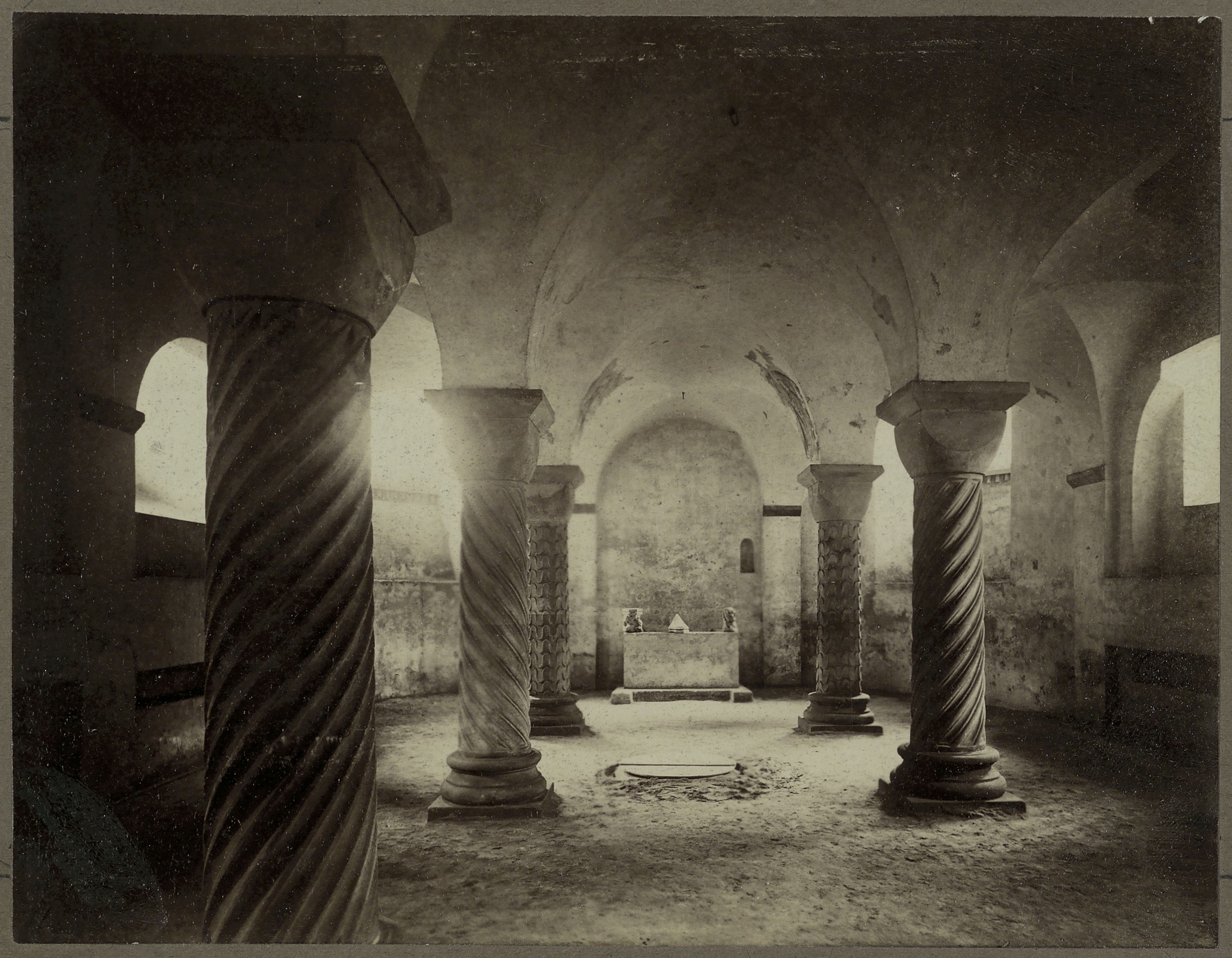
Lebuïnuskerk, Deventer
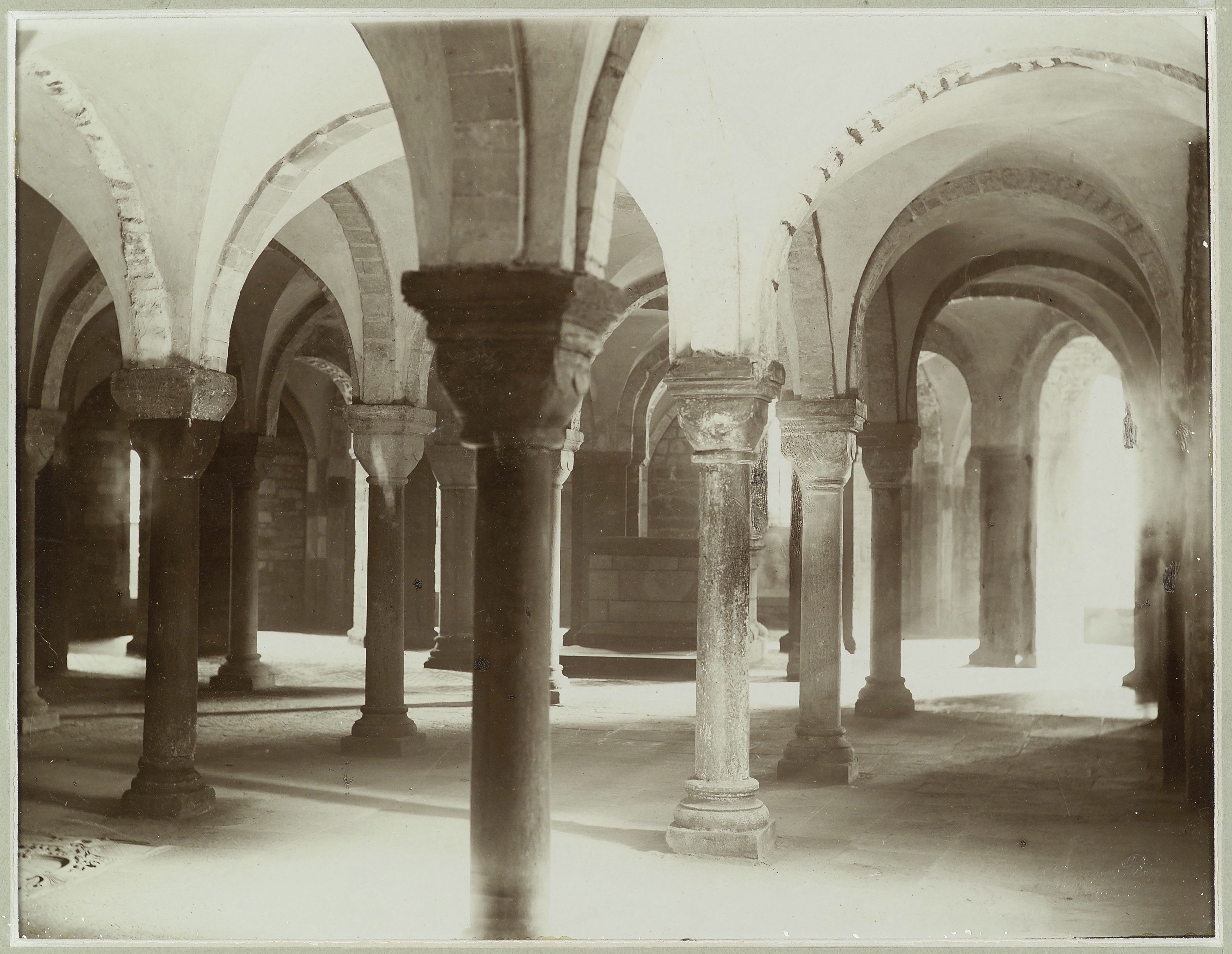
OLV-basiliek, Maastricht
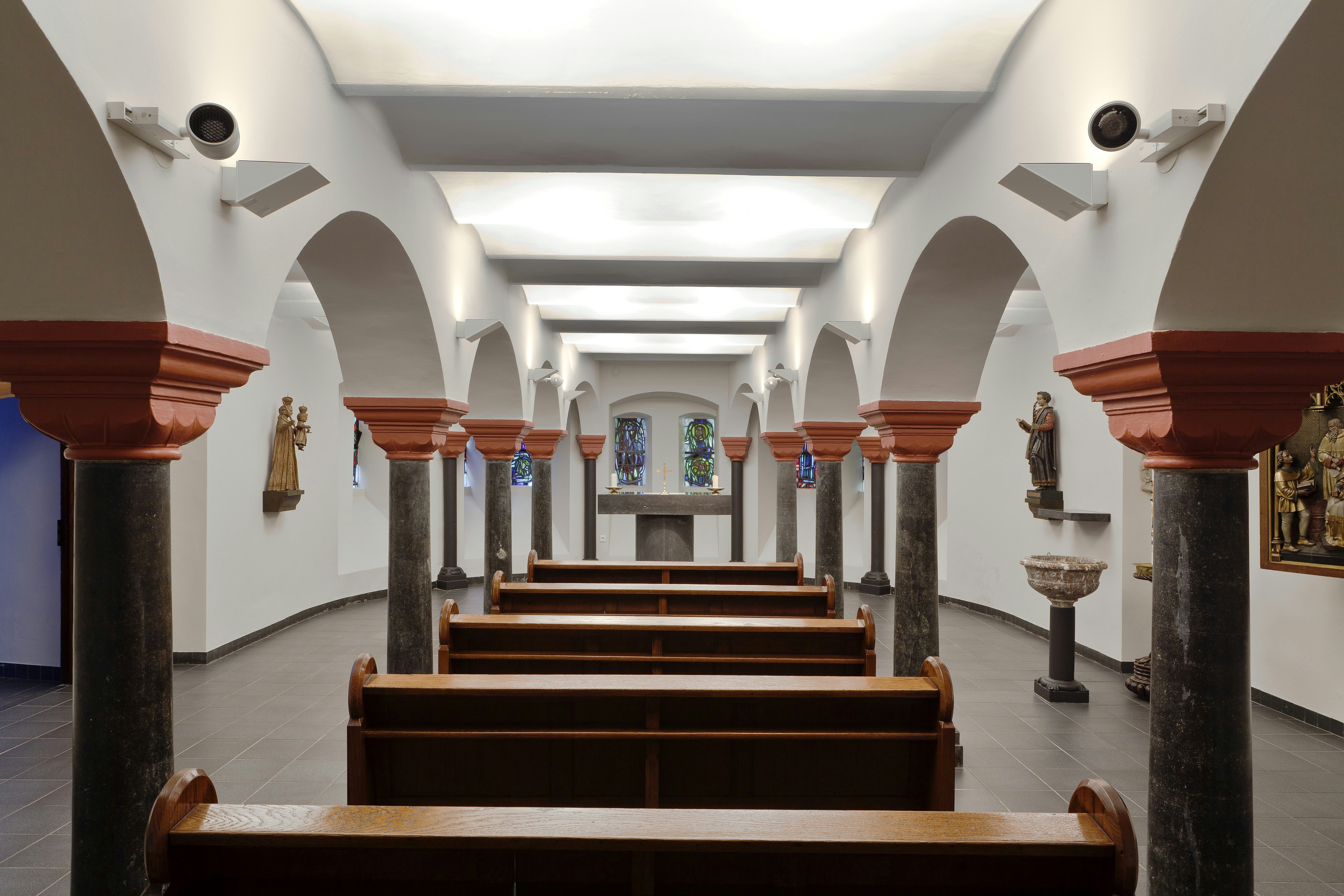
Pancratiuskerk, Heerlen

### België
Een van de grootste crypten in België is die van de voormalige abdij van Sint-Truiden, die als een van de weinige onderdelen van de abdijkerk in ruïneuze staat bewaard is gebleven. Belangrijke crypten zijn verder die van de Sint-Baafskathedraal in Gent, de Sint-Hermeskerk in Ronse, de Sint-Gertrudiskerk in Nijvel en de abdij van Sint-Truiden. Twee voorbeelden van moderne crypten zijn de Koninklijke Crypte van het paleis in Laken en de crypte bij de IJzertoren in Diksmuide.

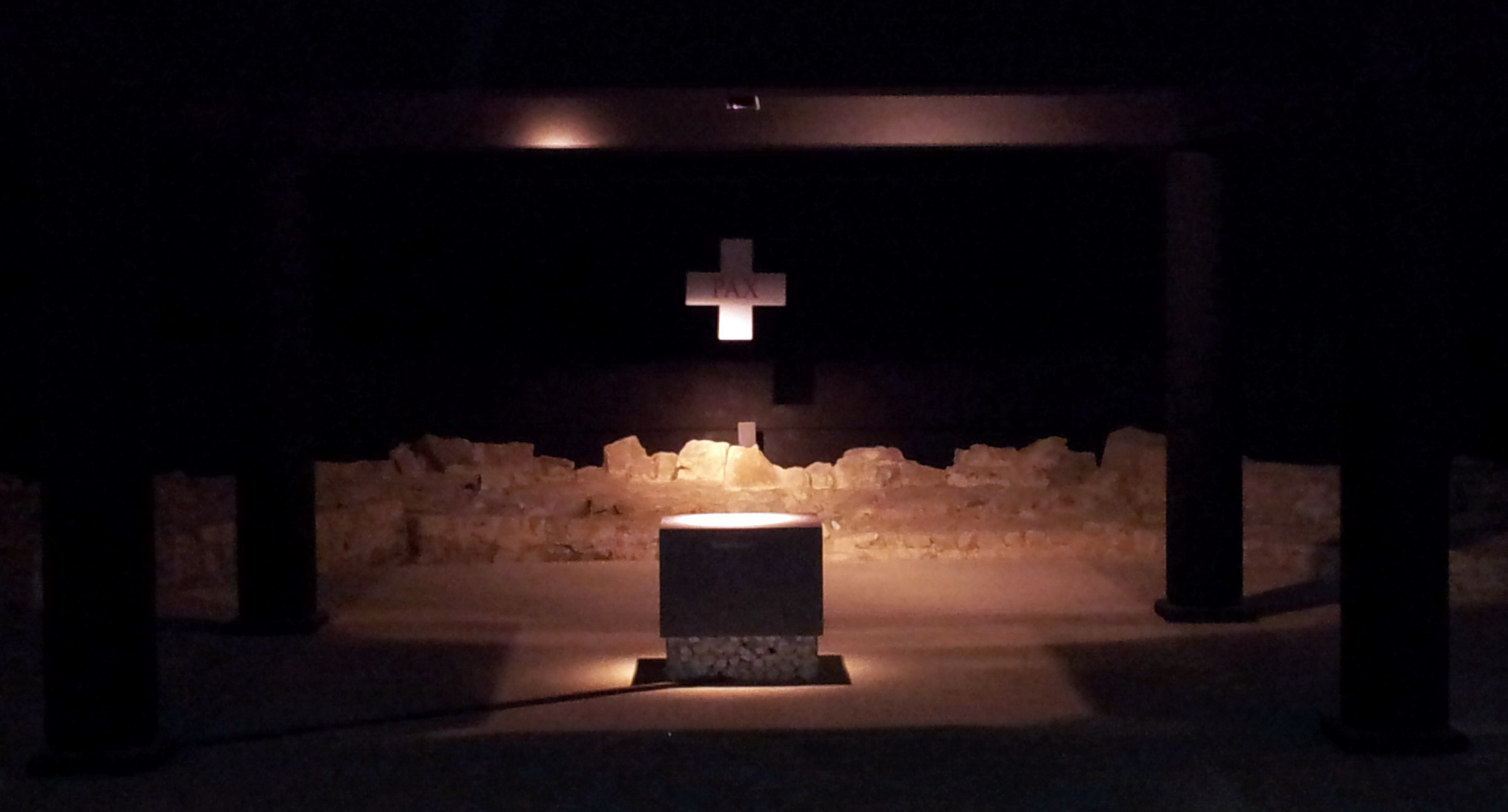
Abdij van Sint-Truiden
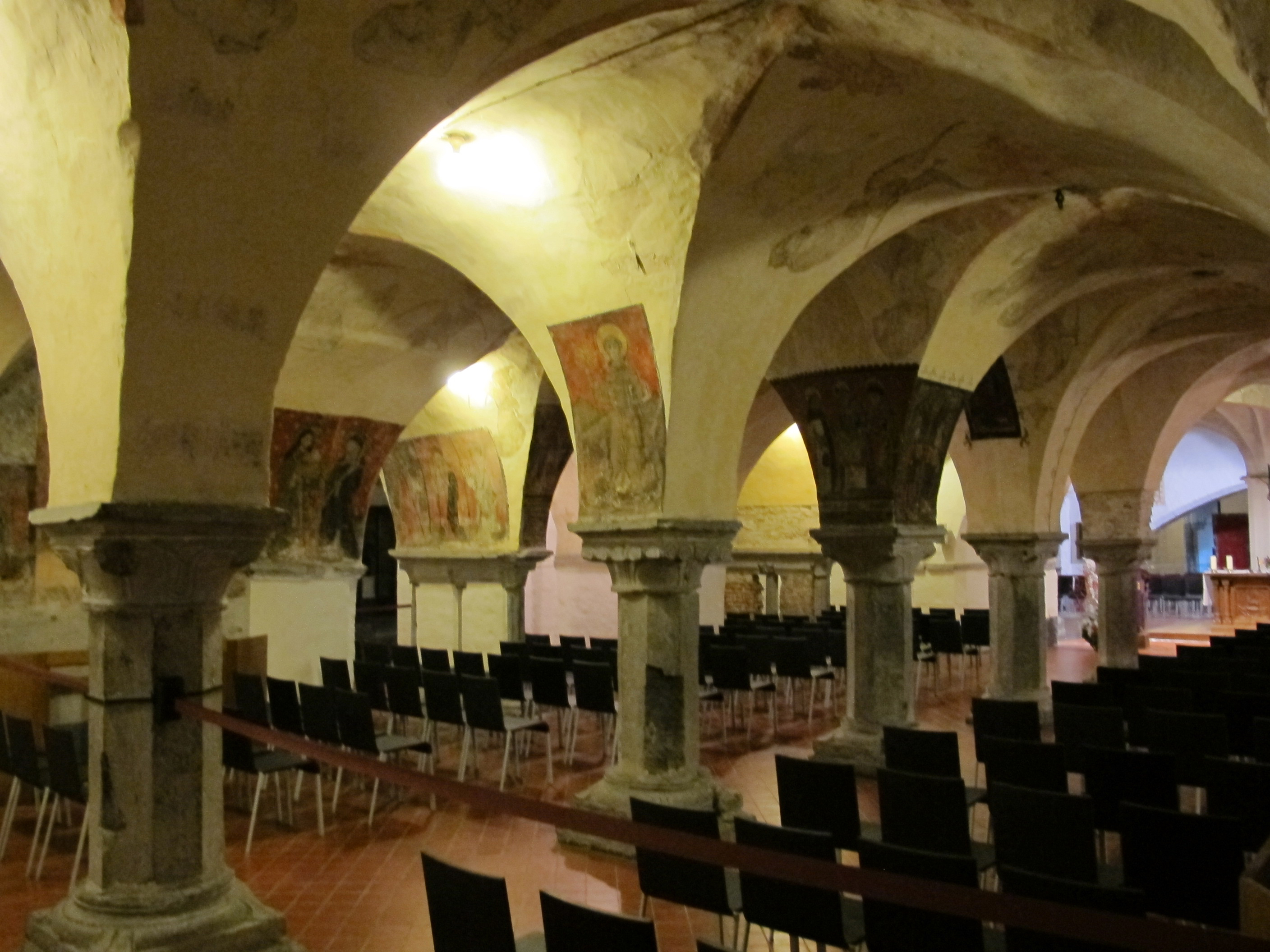
Sint-Baafskathedraal, Gent
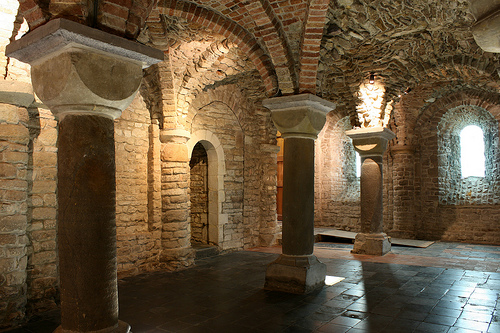
Sint-Hermeskerk, Ronse
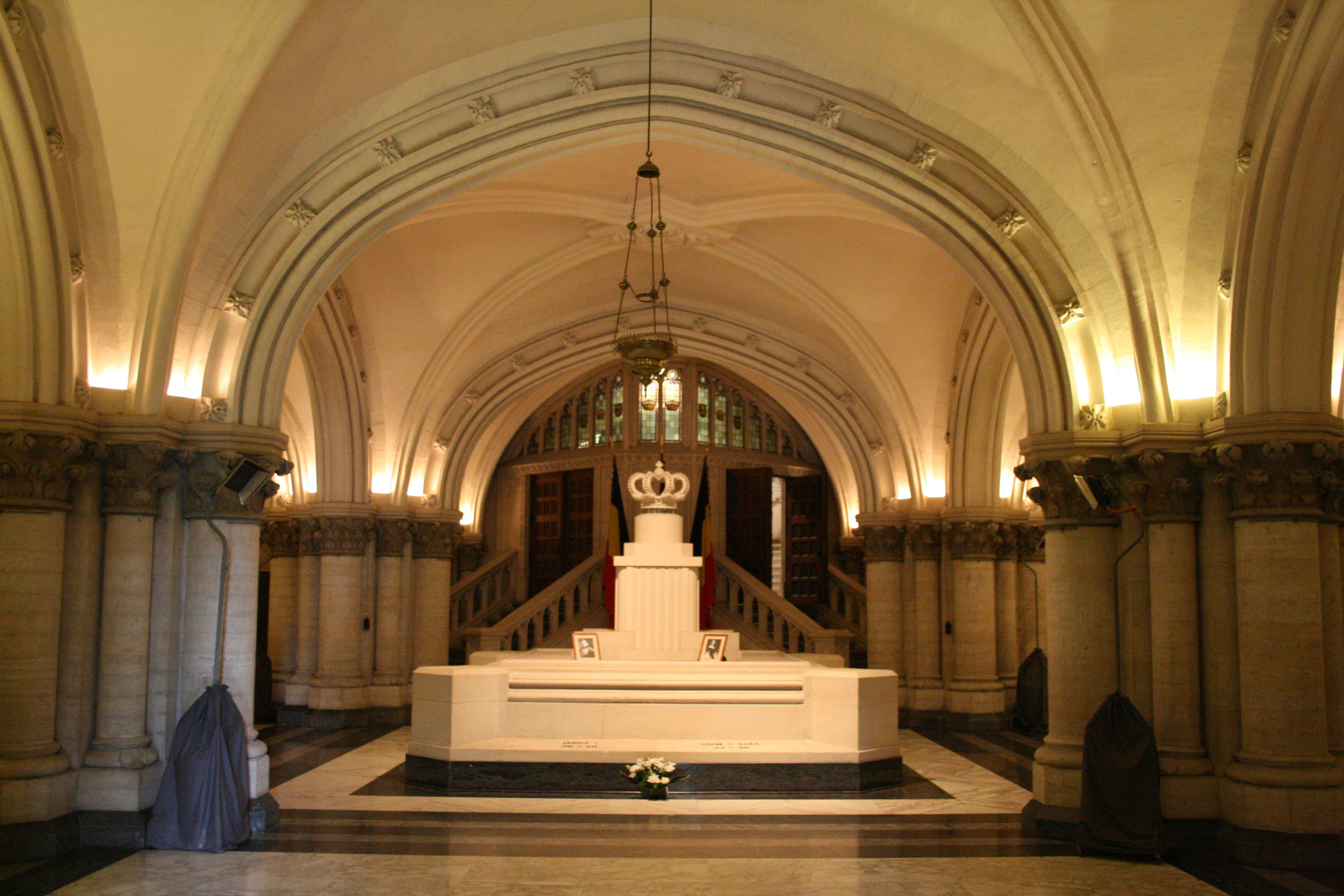
Koninklijke crypte, Laken

### Elders
De twaalf romaanse kerken van Keulen bezitten alle een of meer crypten. Fraaie crypten zijn ook te vinden in de Abdij van Maria Laach, het Munster van Bonn, de Dom van Speyer, de Dom van Mainz, de Dom van Regensburg, de Dom van Bamberg en de Dom van Freising. Een relatief jonge crypte is die van de Dom van Berlijn, waarin een groot aantal Hohenzollern hun laatste rustplaats gevonden hebben.
De bekendste crypte van Frankrijk is die van de kathedraal van Saint-Denis bij Parijs, waar bijna alle Franse koningen zijn begraven. Andere kerken met imposante crypten zijn de basiliek van Vézelay en de kathedralen van Chartres, Rouen en Straatsburg. In Engeland is de crypte van de kathedraal van Canterbury, waar eertijds de tombe van Thomas Becket stond opgesteld, wellicht de bekendste. De kathedraal van Winchester en de kathedralen van Hereford en Worcester hebben grote en indrukwekkende crypten.
Tot de bekendere crypten in Europa behoren verder de crypte van de kathedraal van Santiago de Compostella met het reliekschrijn van de apostel Jakobus, de pauselijke crypte, de Grotte Vaticane, van de Sint-Pietersbasiliek in Rome, in Vaticaanstad, en de keizerlijke crypte van de Habsburgers in de Capucijnenkerk in Wenen. Voorbeelden van moderne cryptes zijn de Cripta Colònia Güell in Santa Coloma de Cervelló, in Spanje, ontworpen door Antoni Gaudí, de crypte van Henry en Marie Clews in het kasteel van la Napoule nabij Cannes in Frankrijk en de crypte van de Basiliek van het Nationaal Heiligdom van de Onbevlekte Ontvangenis in Washington D.C., in de Verenigde Staten.

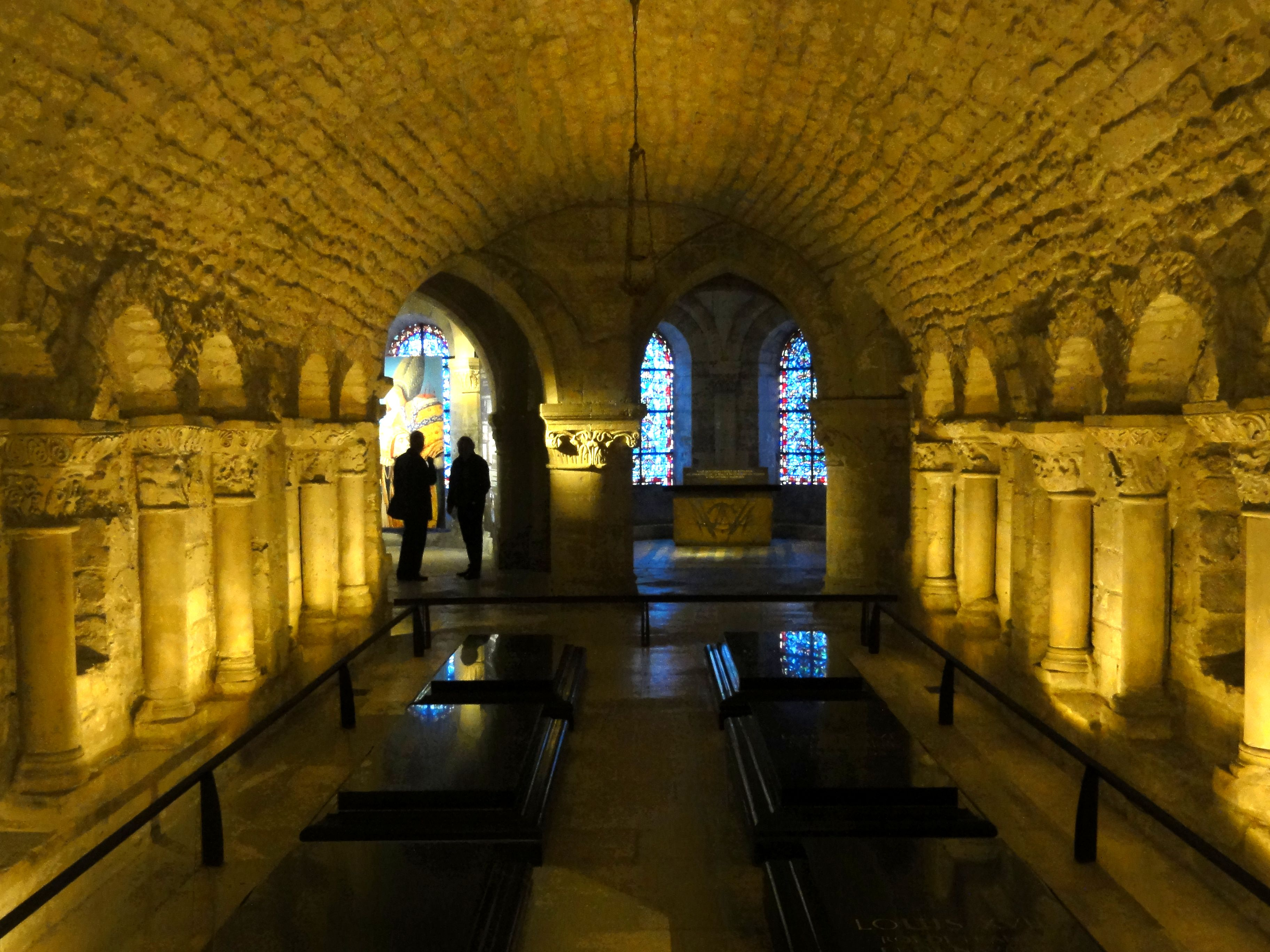
Kathedraal van St-Denis
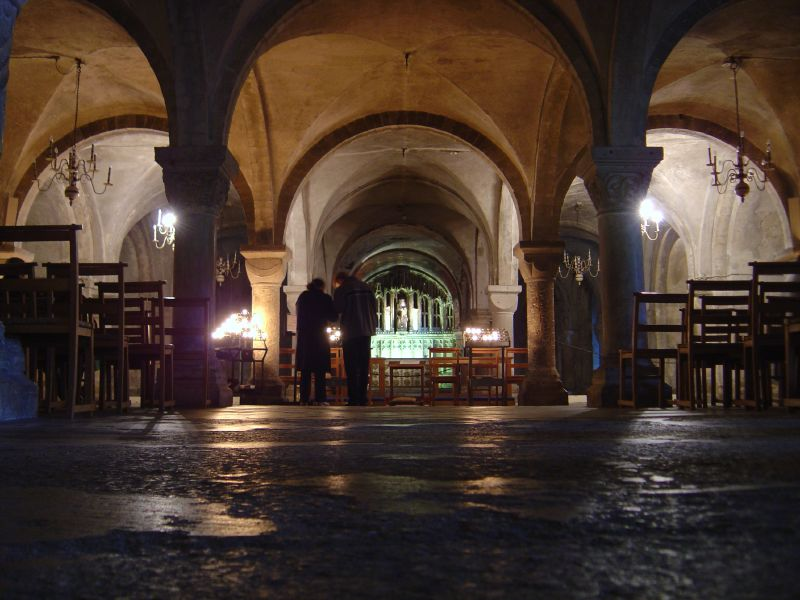
Kathedraal van Canterbury
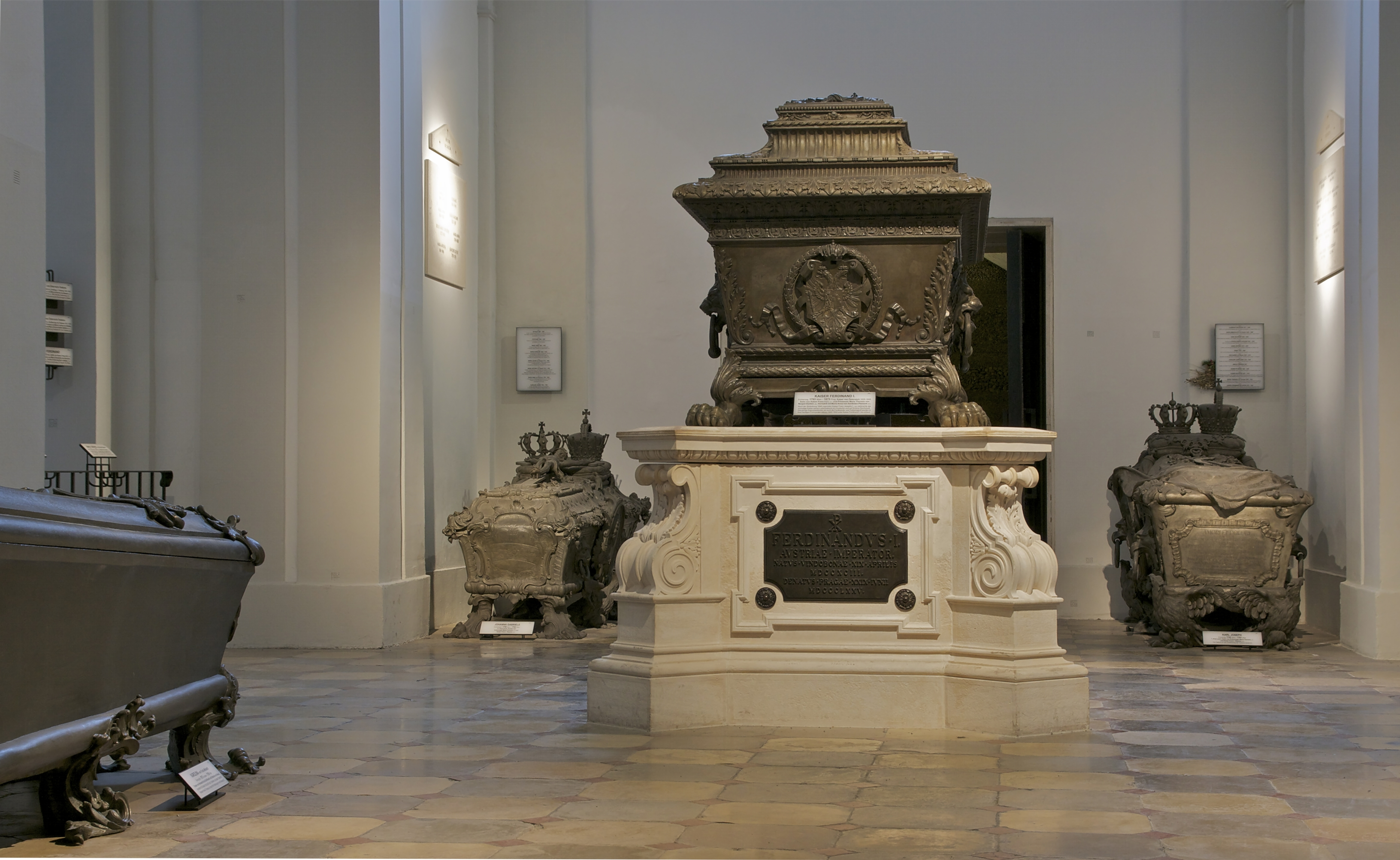
Keizerlijke crypte, Wenen
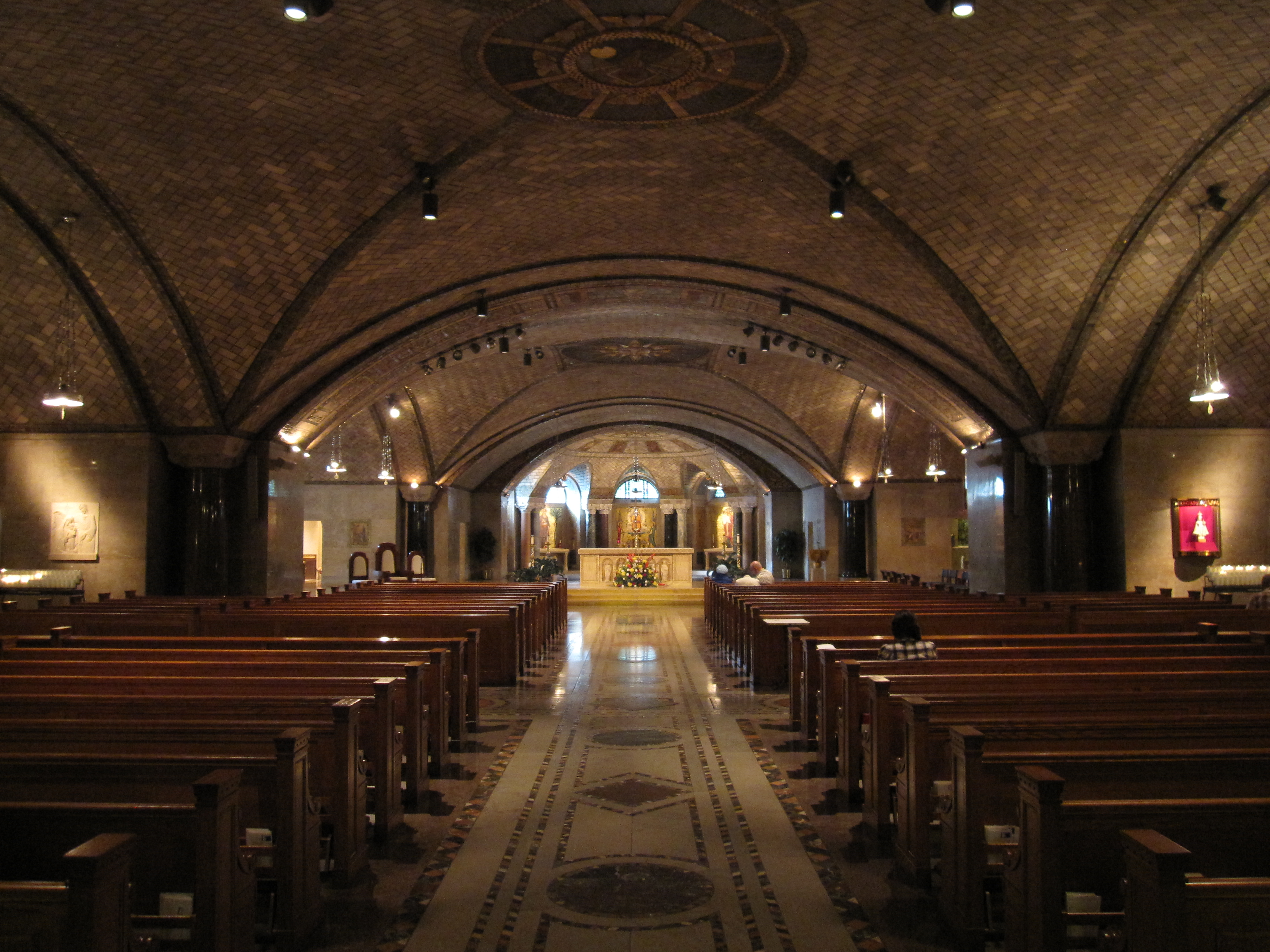
Crypte, Washington DC

## Museum
De Crypte is een museum in de Limburgse stad Gennep in de crypte van de Sint-Martinuskerk.